# Ричелсон, Джеффри
Джеффри Толбот Ричелсон (англ. Jeffrey Talbot Richelson; р. 1949 года) — американский исследователь, специалист в области истории специальных служб.
Окончил Рочестерский университет (магистр).
Степень доктора философии в политологии Рочестерского университета (1975).
Преподавал в Техасском университете и Американском университете.
В настоящее время профессор Рочестерского университета и ведущий сотрудник Архива национальной безопасности США (Вашингтон). Живёт в Лос-Анджелесе.
Автор нескольких книг и многих публикаций.
Как указывает Олег Хлобустов, Ричелсон — «один из признанных авторитетов в области истории специальных служб».

## Книги
- «История шпионажа XX века» (Москва, 2000).